# Colombia Open 2014
Il Colombia Open 2014, noto anche come Claro Open Colombia per motivi di sponsorizzazione, è stata la 2ª edizione del torneo Colombia Open facente parte dell'ATP World Tour 250 series nell'ambito dell'ATP World Tour 2014. Il torneo si è giocato sul cemento al Centro de Alto Rendimiento di Bogotà in Colombia, dal 14 al 20 luglio 2014.

## Partecipanti ATP

### Teste di serie
| Nazionalità     | Giocatore              | Ranking* | Testa di serie |
| --------------- | ---------------------- | -------- | -------------- |
| Francia         | Richard Gasquet        | 14       | 1              |
| Croazia         | Ivo Karlović           | 31       | 2              |
| Canada          | Vasek Pospisil         | 33       | 3              |
| Rep. Ceca       | Radek Štěpánek         | 37       | 4              |
| Colombia        | Alejandro Falla        | 56       | 5              |
| Colombia        | Alejandro González     | 72       | 6              |
| Australia       | Matthew Ebden          | 78       | 7              |
| Rep. Dominicana | Víctor Estrella Burgos | 90       | 8              |

* Le teste di serie sono basate sul ranking del 7 luglio 2014.

### Altri partecipanti
I seguenti giocatori hanno ricevuto una wild card per il tabellone principale: 
- Juan Sebastián Cabal
- Eduardo Struvay
- Bernard Tomić

I seguenti giocatori sono passati dalle qualificazioni:

- Nicolás Barrientos
- Kevin King
- Juan Ignacio Londero
- James Ward

## Campioni

### Singolare maschile
Bernard Tomić ha sconfitto in finale  Ivo Karlović per 7–6(5), 3-6, 7–6(4).
- È il secondo titolo in carriera per Tomic

### Doppio maschile
Samuel Groth /  Chris Guccione hanno sconfitto in finale  Nicolás Barrientos /  Juan Sebastián Cabal per 7–6(5), 6(3)–7, [11-9].